# Uperoleia
Uperoleia is een geslacht van kikkers uit de familie Australische fluitkikkers (Myobatrachidae). De groep werd voor het eerst wetenschappelijk beschreven door John Edward Gray in 1841.
Er zijn 28 soorten, inclusief de pas in 2016 beschreven soort Uperoleia mahonyi. Alle soorten komen voor in Australië en Nieuw-Guinea.
Alle soorten hebben een gedrongen lichaam en een grote kop. De huid is wratachtig en vaak donker van kleur. Veel soorten hebben felle kleuren aan de pootoksels die dienen om vijanden af te schrikken, dergelijke markeringen worden wel schrikkleuren genoemd.

## Taxonomie
Geslacht Uperoleia
- Soort Uperoleia altissima
- Soort Uperoleia arenicola
- Soort Uperoleia aspera
- Soort Uperoleia borealis
- Soort Uperoleia crassa
- Soort Uperoleia daviesae
- Soort Uperoleia fusca
- Soort Uperoleia glandulosa
- Soort Uperoleia inundata
- Soort Uperoleia laevigata
- Soort Uperoleia lithomoda – Tikkende pad
- Soort Uperoleia littlejohni
- Soort Uperoleia mahonyi
- Soort Uperoleia marmorata
- Soort Uperoleia martini
- Soort Uperoleia micra
- Soort Uperoleia micromeles
- Soort Uperoleia mimula
- Soort Uperoleia minima
- Soort Uperoleia mjobergii
- Soort Uperoleia orientalis
- Soort Uperoleia rugosa
- Soort Uperoleia russelli
- Soort Uperoleia saxatilis
- Soort Uperoleia stridera
- Soort Uperoleia talpa
- Soort Uperoleia trachyderma
- Soort Uperoleia tyleri

Arenophryne · 
Assa · 
Crinia · 
Geocrinia · 
Metacrinia · 
Mixophyes · 
Myobatrachus · 
Paracrinia · 
Pseudophryne · 
Rheobatrachus · 
Spicospina · 
Taudactylus · 
Uperoleia